# Ескан (Марказі)
Ескан (перс. اسكان) — село в Ірані, у дегестані Поль-е Доаб, у бахші Заліян, шагрестані Шазанд остану Марказі. За даними перепису 2006 року, його населення становило 469 осіб, що проживали у складі 149 сімей.

## Клімат
Середня річна температура становить 12,09 °C, середня максимальна – 31,08 °C, а середня мінімальна – -8,86 °C. Середня річна кількість опадів – 290 мм.
| Клімат поселення                              | Клімат поселення | Клімат поселення | Клімат поселення | Клімат поселення | Клімат поселення | Клімат поселення | Клімат поселення | Клімат поселення | Клімат поселення | Клімат поселення | Клімат поселення | Клімат поселення | Клімат поселення |
| Показник                                      | Січ.             | Лют.             | Бер.             | Квіт.            | Трав.            | Черв.            | Лип.             | Серп.            | Вер.             | Жовт.            | Лист.            | Груд.            |                  |
| Середній максимум, °C                         | 7,00             | 8,56             | 12,38            | 18,46            | 23,62            | 29,11            | 31,08            | 30,92            | 25,86            | 19,77            | 13,00            | 7,65             |                  |
| Середня температура, °C                       | −0,92            | 0,64             | 4,45             | 10,50            | 15,68            | 21,17            | 25,28            | 25,11            | 20,08            | 13,97            | 7,21             | 1,86             |                  |
| Середній мінімум, °C                          | −8,86            | −7,29            | −3,48            | 2,59             | 7,75             | 13,25            | 19,50            | 19,32            | 14,28            | 8,18             | 1,42             | −3,94            |                  |
| Норма опадів, мм                              | 44               | 39               | 51               | 38               | 32               | 6                | 1                | 1                | 0                | 8                | 28               | 42               |                  |
| Середньомісячна швидкість вітру, м/с          | 2.02             | 2.64             | 3.15             | 3.12             | 2.92             | 2.49             | 2.50             | 2.60             | 2.37             | 2.18             | 1.71             | 1.98             |                  |
| Середньомісячна сонячна радіація, кДж/м²·день | 9053             | 12284            | 14830            | 18149            | 22209            | 26948            | 25879            | 24025            | 21176            | 15656            | 10853            | 8830             |                  |
| --------------------------------------------- | ---------------- | ---------------- | ---------------- | ---------------- | ---------------- | ---------------- | ---------------- | ---------------- | ---------------- | ---------------- | ---------------- | ---------------- | ---------------- |
| Джерело:                                      |                  |                  |                  |                  |                  |                  |                  |                  |                  |                  |                  |                  |                  |